# Burt Hochberg
Burt Hochberg (1933 – 13 de maig de 2006) va ser un expert en escacs i altres jocs i trencaclosques. Va ser autor i va editar molts llibres sobre escacs, i va ser editor tant de Chess Life (des del desembre de 1966 fins a l'octubre de 1979 inclòs) com de la revista GAMES. Hochberg ha estat l'editor que més temps en la història va estar al capdavant de la revista Chess Life.
Hochberg va ser la principal força editorial i assessora darrere del projecte d'escacs d'RHM Publishing als anys 70, que va produir molts títols d'alta qualitat de diversos dels millors jugadors del món, que es van vendre bé. Aquest treball va captar i va alimentar l'enorme augment de la popularitat dels escacs impulsat per la conquesta per Bobby Fischer del Campionat del món d'escacs de 1972. Alguns exemples en són:
- La Defensa francesa, per Svetozar Gligorić (RHM 1974);
- El Gambit Benko, per Pál Benkő, (RHM 1973);
- Interzonals del Campionat mundial: Leningrad—Petropolis 1973, per Robert Wade, L.S. Blackstock, i Aleksandr Kótov, (RHM 1974);
- How To Open A Chess Game, per set Grans Mestres Internacionals (Larry Evans, Paul Keres, Tigran Petrossian, Lajos Portisch, Vlastimil Hort, Svetozar Gligorić, i Bent Larsen), (RHM 1974).